# Ley de Wirth

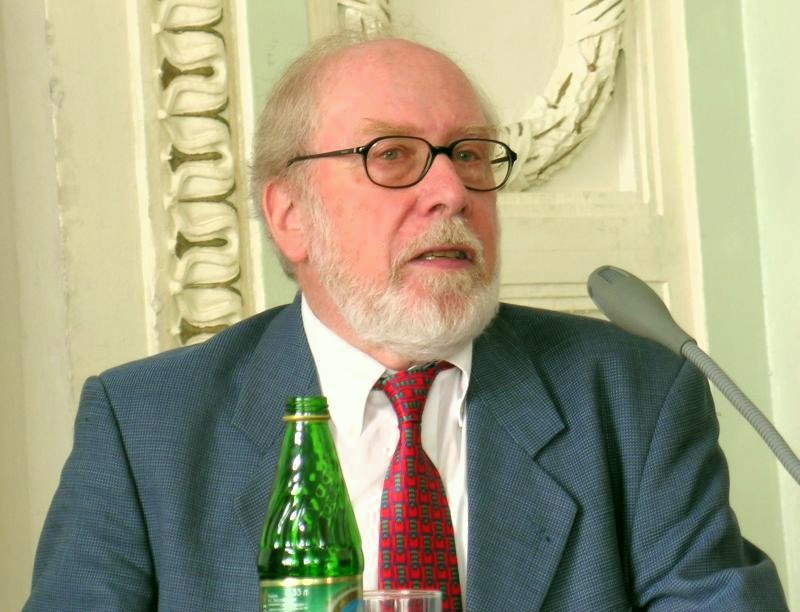
Niklaus Wirth

En informática, se conoce como ley de Wirth la proposición enunciada por Niklaus Wirth en 1995, de la que, en inglés, se conocen dos variantes, sin que se sepa a ciencia cierta cuál es la original: «software gets slower faster than hardware gets faster» o «software is decelerating faster than hardware is accelerating».
En todo caso, la adaptación al español es la misma: 

El software se ralentiza más deprisa de lo que se acelera el hardware.

El hardware se está volviendo, claramente, más rápido a medida que pasa el tiempo y parte de ese desarrollo está cuantificado por la Ley de Moore. Los programas tienden a hacerse más grandes y complicados con el paso del tiempo y a veces los programadores se refieren a la Ley de Moore para justificar la escritura de código lento o no optimizado, pensando que no será un problema porque el hardware sobre el que correrá el programa será cada vez más rápido.
Un ejemplo de la Ley de Wirth que se puede observar es que el tiempo que le toma a un PC actual arrancar su sistema operativo no es menor al que le tomaría a un PC de hace cinco o diez años con un sistema operativo de la época.